# Le Secret de la salamandre
Le Secret de la salamandre, cinquième volume des Aventures Extraordinaires d'Adèle Blanc-Sec, est une bande dessinée en couleurs de Jacques Tardi publiée en 1980 dans le mensuel (À suivre) (du numéro 29 au numéro 33). Elle est parue en album l'année suivante chez Casterman. Ce récit a par ailleurs bénéficié d'une édition « de poche » chez Librio en 2002.

## Résumé
Paris, 1918. Ignorant tout du conflit mondial qui se joue depuis quatre ans, Adèle Blanc-Sec dort. Plus précisément, elle est maintenue en hibernation dans l'ancien pavillon de Félicien Mouginot et attend d'être ramenée à la vie grâce à la dernière phase de la méthode mise au point par ce dernier. Pendant qu'un industriel et un mafieux new-yorkais, une poignée de policiers et d'anciens savants s'agitent dans l'entourage de la jeune femme, l'ancien deuxième classe Lucien Brindavoine, mutilé volontaire et pensionné de guerre, traîne quant à lui son amertume de bistrot en bistrot. Ce qu'il ignore, c'est que son chemin va croiser celui de la grande salamandre du Japon exposée au Jardin des Plantes puis celui d'Adèle.

## Personnages (par ordre d'apparition ou d'évocation)
- le narrateur
- Mouginot
- Dieuleveult/le major Pochard
- Thomas Rove
- Lucien Brindavoine
- Adèle Blanc-Sec
- Roy
- la statue des tranchées/la statue qui parle
- la momie d'Adèle
- Wa Fung
- Warfield
- Gibson
- Otto Lindenberg
- Edith
- Zarkhov
- Carpleasure
- Olga Vogelgesang
- Klotz
- Jean-Étienne de la Roseraie
- Beppe le mafioso
- le docteur Julien
- la grande salamandre du Japon/ Megalobatrachus Japonicus
- le médium du quartier de l'Odéon
- l'inspecteur Duflot
- l'inspecteur Duclot
- le commissaire principal Fougerolles
- l'inspecteur Léonce Caponi
- Boetticher
- Simon Flageolet
- Mme Caponi
- l'inspecteur Rivière
- l'inspecteur Ribière
- Coppola
- Ernest Lefaivre
- Marcel Pichouillard
- le soldat Nicollet

## Commentaires
Quoiqu'elle en soit nominalement l'héroïne, Adèle Blanc-Sec ne joue aucun rôle actif dans l'histoire : elle n'y apparaît que dans la glace, ou de dos, dans les dernières pages de l'album, et ne prononce qu'une phrase ("La guerre ?") à la dernière page. Elle reste cependant un élément central du récit, puisqu'une partie de l'intrigue tourne autour de sa réanimation.
Plus encore que le tome précédent, qui faisait le lien avec une autre histoire écrite par Tardi (quelques personnages de Momies en folie étant « empruntés » au Démon des Glaces), cet album établit un trait d'union entre les aventures d'Adèle Blanc-Sec et celles de Lucien Brindavoine déjà rencontré en 1974 dans Adieu Brindavoine suivi de La Fleur au Fusil.
Le caractère parodique des volumes précédents, inspirés des romans-feuilletons du début du XXe siècle, se double ici du même coup d'un point de vue ironique et décalé concernant la Première Guerre mondiale, une période historique particulièrement chère à l'auteur.
La dernière page de cet album, comme celle du précédent (Momies en folie), comporte le mot « Fin » sans laisser présager de suite immédiate. Celle-ci verra pourtant le jour quatre ans plus tard sous le titre Le Noyé à deux têtes.

### Documentation
- Stan Barets, « Le Guide des meilleurs albums : Le Secret de la Salamandre », dans Jean-Luc Fromental (dir.), L’Année de la bande dessinée 81/82, Paris, Temps Futurs, 1982, p. 54.